# Chaetocapsus
Chaetocapsus is een geslacht van wantsen uit de familie van de Miridae (Blindwantsen). Het geslacht werd voor het eerst wetenschappelijk beschreven door Bertil Robert Poppius in 1914.

## Soorten
Het genus is monotypisch en bevat alleen de volgende soort:

- Chaetocapsus binotatus Poppius, 1914